# Jack Whelbourne
Jack Whelbourne (né le 2 août 1991 à Nottingham) est un patineur de vitesse sur piste courte anglais.

## Carrière
Whelbourne naît en 1991 à Nottingham et apprend à patiner à l'âge de six ans. Huit ans plus tard, il rejoint une équipe nationale pour la première fois.
Il représente la Grande-Bretagne aux Jeux olympiques d'hiver de 2010. Il est éliminé en demi-finale du 1500m. Il participe aussi au 5000m relais.
En 2010, il remporte la médaille de bronze aux Championnats du Monde Junior et gagne les championnats d'Europe.
En 2014, il se qualifie aux trois distances des Jeux olympiques d'hiver de 2014. Il se qualifie pour la finale du 1500m le 10 février mais tombe.
Whelbourne s'entraîne sous la supervision de Nicky Gooch.